# Бегоулєв Борис Петрович
Бегоу́лєв Бори́с Петро́вич (*12 (25) жовтня 1905 — 8 липня 1969) — радянський військовий лікар, перший серед медичних працівників хто отримав звання Герой Радянського Союзу (1938). Полковник медичної служби.

## Біографія
Народився 25 жовтня 1905 року у селі Дурніцино Архангельської губернії Російської імперії у селянській родині. Росіянин. У 1916 році закінчив земське початкове училище.
У 1927 році був призваний до РСЧА. Закінчив полкову школу та Ленінградське військово-медичне училище в 1930 році, отримав направлення на Далекий Схід.
Брав участь у бою з японськими мілітаристами під час радянсько-японського конфлікту біля озера Хасан. Зубний лікар 120-го стрілецького полку (40-ва стрілецька дивізія, 1-ша армія) воєнврач 2 рангу Б. П. Бегоулєв 2 та 6 серпня 1938 року, при штурмові висоти Заозерної виносив з поля бою поранених, надавав їм першу допомогу і організовував їх евакуацію до тилу. 2 серпня коли командир загинув, Б. П. Бегоулеву фактично довелось взяти командування на себе (хоча й сам був поранений).
25 жовтня 1938 року Бегоулєву було присвоєно звання Героя Радянського Союзу.
Після лікування, направлений на навчання у Ленінградську військово-медичну академію де навчався із 1939 по 1942 рік. Під час радянсько-фінської війни багатьох слухачів академії відправляли на фронт, Борис Петрович у цьому військовому кофлікті брав участь як воєнком рухомого госпіталю.
На фронтах німецько-радянської війни із травня 1942 року, був начальником хірургічного рухомого госпіталю. 
У 1957 році полковник медичної служби  Б. П. Бегоулев вийшов у запас. Жив у Шепетівці, де очолював організаційно-методичний кабінет міжрайонного онкодиспансеру. Помер 8 липня 1969 року, від інфаркту. Похований на місцевому цвинтарі.

## Вшанування пам'яті
На його честь названа одна з вулиць Шепетівки. По вулиці Героїв Небесної Сотні, на будинку № 92, встановлено меморіальну дошку, напис на якій свідчить, що тут до 1969 року мешкав Герой Радянського Союзу Борис Петрович Бегоулєв.